# Thomson MO5 E
Thomson MO5 E (MO5 E) је био кућни рачунар фирме Томсон (Thomson) који је почео да се производи у Француској од 1985. године.
Користио је Motorola 6809e као микропроцесор. RAM меморија рачунара је имала капацитет од 32 KB (31008 бајтова слободно). 

## Детаљни подаци
Детаљнији подаци о рачунару MO5 E су дати у табели испод.
|                       | |
| [ 1 ]                 | |
| Произвођач            | Томсон |
| Тип                   | кућни рачунар |
| Меморија              | 32 (31008 бајтова слободно) |
| Поријекло             | Француска |
| Година                | 1985 |
| Тастатура             | QWERTY/AZERTY зависно од модела, тастатура са пуним помаком тастера. Тастери смјера, SHIFT, BASIC тастера, INS (insert), EFF (delete), ACC (accent), STOP, CNT (continue), CLEAR (cls), HOM (home), RESET тастер |
| Процесор              | |
| Фреквенција процесора | 1 |
| RAM                   | 32 (31008 бајтова слободно) |
| ROM                   | 4 (монитор) + 12 (Basic) |
| Текст                 | 40 x 25 |
| Графика               | 320 x 200 |
| Боја                  | 16 |
| Звук                  | један канал, 5 октава (7 октава, 3 канала са проширењем за џојстик) |
| Димензије             | 440 x 84 x 231 |
| Портови               | |
| Оперативни систем     | |